# Jean-Pierre-Étienne-Lazare Bodineau
Pour les articles homonymes, voir Bodineau.
Jean-Pierre-Étienne-Lazare Bodineau est un religieux et homme politique français né le 21 mars 1749 à Chauvigny-du-Perche (Loir-et-Cher) et décédé le 4 mai 1817 à Vendôme (Loir-et-Cher).

## Biographie
Curé de Vendôme, il est député clergé aux États généraux de 1789, siégeant dans la majorité. Il prête le serment civique, et devient, sous le Consulat, juge au tribunal civil de Vendôme.